# União Capão Raso Futebol Clube
União Capão Raso é um time de futebol amador de Curitiba fundado em 1 de novembro de 1952. Suas cores são o verde, vermelho e branco.

## História
O escrete do Capão Raso foi fundado em 1 de novembro de 1952, em uma reunião comandada por Manoel Alves Bandeira. Já no ano seguinte, a equipe começou a participar dos certames da FPF, sendo que o primeiro foi a Série B da Suburbana, em que ficou até 1958. Na década seguinte, o Capão Raso passou por um dos piores momentos de suas histórias, em relação a resultado, que só teve luz no último ano, em 1969.
No início da década de 1960 o escrete do Capão Raso disputou a Série C e licenciou em dois anos, em 1965 e 1967. Porém, a primeira glória do Capão aconteceu em 1969, diante o Vila Fanny Futebol Clube. Naquela partida, o Tricolor do Capão entrou em campo com Manga (Sacerdote), Cabrita, Julinho, Tortato, Dorigo, Luiz, Tuta, Jeca (Ito), Sidnei, Bídio, Celsinho e Edson. Participaram também na campanha Castilho, Dirceu Lopes e Agnaldo.
A conquista de 1969 rendeu bons frutos para a sequência do Capão Raso, pois o clube conseguiu o acesso à Série B e no ano seguinte para a elite do amador de Curitiba, conquistando o título da principal competição em 1971, diante o Vasco da Gama. Na decisão participaram os jogadores Mário; Cabrita, Ivo, Didi, Luiz, Algacir, Julinho, Bídio, Hilário, Dirceu Lopes e Celsinho.
Desde então, foram 42 anos seguidos na elite do futebol amador de Curitiba, o que faz o Capão Raso ser um dos mais tradicionais da cena. Neste período, o Tricolor de Aço conquistou mais dois títulos da Série A e também cinco vices, sendo que o último aconteceu em 2007. Além disso, a equipe participou das duas primeiras edições do Sul-Brasileiro, sendo vice em 1988.
A sequência de 42 anos na elite do amador de Curitiba foi interrompida em 2013, quando a equipe sofreu o descenso pela primeira vez. Foram dois anos de disputa na série B, até que em 2015 conseguiu o acesso e permanece até os dias de hoje. Neste período, o clube participou de todas as edições da Copinha, sendo campeão em 2014 e 2015, justo nos anos em que esteve na Divisão de Acesso do futebol amador.

## Títulos
| MUNICIPAIS | MUNICIPAIS                         | MUNICIPAIS | MUNICIPAIS        |
|            | Competição                         | Títulos    | Temporadas        |
| ---------- | ---------------------------------- | ---------- | ----------------- |
|            | Campeonato Curitibano              | 3          | 1971, 1981 e 2005 |
|            | Campeonato Curitibano - 3ª Divisão | 1          | 1969              |
|            | Copa de Futebol Amador de Curitiba | 2          | 2014 e 2015       |

### Campanhas de destaque
- Campeonato Sul-Brasileiro

Vice-Campeão: 1988
- Campeonato de Futebol Amador de Curitiba

Vice-Campeão: 1982, 1987, 1999, 2004 e 2007.